# Fritz-Reuter-Preis (Hamburg)
Der Fritz-Reuter-Preis ist ein Literaturpreis für Personen, die sich um das Niederdeutsche verdient gemacht haben. Benannt ist er nach Fritz Reuter (1810–1874), der als einer der bedeutendsten deutschen Dichter der niederdeutschen Sprache gilt. 
Seit 1955 wurde der Preis etwa im Abstand von zwei Jahren von der Alfred-Toepfer-Stiftung vergeben, seit 2000 von der Carl-Toepfer-Stiftung in Hamburg. Von 1955 bis 1982 war der Preis einer von fünf Preisen für plattdeutsche Literatur der Alfred-Toepfer-Stiftung. Dann wurden alle fünf unter dem Namen Fritz-Reuter-Preis zusammengelegt. 
Das Preisgeld beträgt 10.000 Euro (Stand 2024).

## Übernommene Preise
- Fritz-Stavenhagen-Preis
- Hans-Böttcher-Preis
- Klaus-Groth-Preis
- Richard-Ohnsorg-Preis

## Preisträger
- 1955: Heinrich Behnken
- 1957: Hans Henning Holm
- 1959: Moritz Jahn
- 1962: Rudolf Kinau
- 1965: Thora Thyselius
- 1968: Heinrich Schmidt-Barrien
- 1972: Diedrich Heinrich Schmidt
- 1976: Christian Holsten („Krischan Holschen“)
- 1979: Hinrich Kruse
- 1982: Gernot de Vries
- 1985: Irmgard Harder
- 1989: Waltrud Bruhn
- 1991: Ingo Sax
- 1992: Erna Taege-Röhnisch
- 1993: Reimer Bull
- 1994: Ottilie Baranowski
- 1995: Bolko Bullerdiek
- 1996: Jochen Schenck
- 1998: Heinrich Kröger
- 2000: Theo Schuster
- 2002: Georg Bühren
- 2004: Friedrich W. Michelsen
- 2006: Renate Herrmann-Winter
- 2008: Gerd Spiekermann
- 2010: Arnold Hückstädt
- 2012: Hannes Demming
- 2014:  Hartmut Cyriacks und Peter Nissen
- 2016: Jürgen Kropp
- 2018: Heidrun Schlieker
- 2020: Susanne Bliemel
- 2022: Klaas-Hinrich Ehlers
- 2024: Heiko Thomsen[1]

### Biographien und/oder Werke von Preisträgern
- Fritz-Reuter-Preis bei niederdeutsche-literatur.de
- Fritz-Stavenhagen-Preis bei niederdeutsche-literatur.de
- Hans-Böttcher-Preis bei niederdeutsche-literatur.de
- Klaus-Groth-Preis bei niederdeutsche-literatur.de
- Richard-Ohnsorg-Preis bei niederdeutsche-literatur.de